# Здание духовной семинарии (Воронеж)
Здание духовной семинарии — здание в Воронеже, объект культурного наследия.
Здание для Воронежской духовной семинарии было построено в 1813—1822 годах. Центральная часть выделена ризалитом с портиком из 8 спаренных ионических колонн, поднявшихся над входным порталом на высоту 2 этажей. Первый этаж рустован. По фасаду все этажи разделены поясами, а третий отделяется от четвёртого, надстроенного в 1936 году, развитым карнизом, венчавшим раньше всё здание.
В 1867 году перед центральным входом возвели часовню в русском стиле, резко контрастировавшую с фасадом.
В 1873 году по предложению губернского архитектора А. А. Кюи здание удлинили влево и вправо. Старый корпус при этом немного выступает вперед. Из-за возникшей монотонности фасадов А. Н. Померанцев в 1917 году предложил расчленить его ещё двумя портиками. Синод рекомендовал проект к исполнению, но осуществлению помешала революция.
В первые годы советской власти духовная семинария закрыта, в начале 1920-х разобрана часовня.
После войны восстановлено в 1951 году по проекту Г. В. Сихарулидзе. Тогда же был пристроен 4-колонный портик со стороны улицы Помяловского.
В наши дни в здании расположен Воронежский техникум строительных технологий.